# Akihito Ozawa
Akihito Ozawa (小澤 章人 Ozawa Akihito?), född 10 augusti 1992 i Saitama prefektur, är en japansk fotbollsspelare.
Ozawa började sin karriär 2015 i SP Kyoto FC. Efter SP Kyoto FC spelade han för Albirex Niigata, Blaublitz Akita och AC Nagano Parceiro.